# Minunile lui Iisus

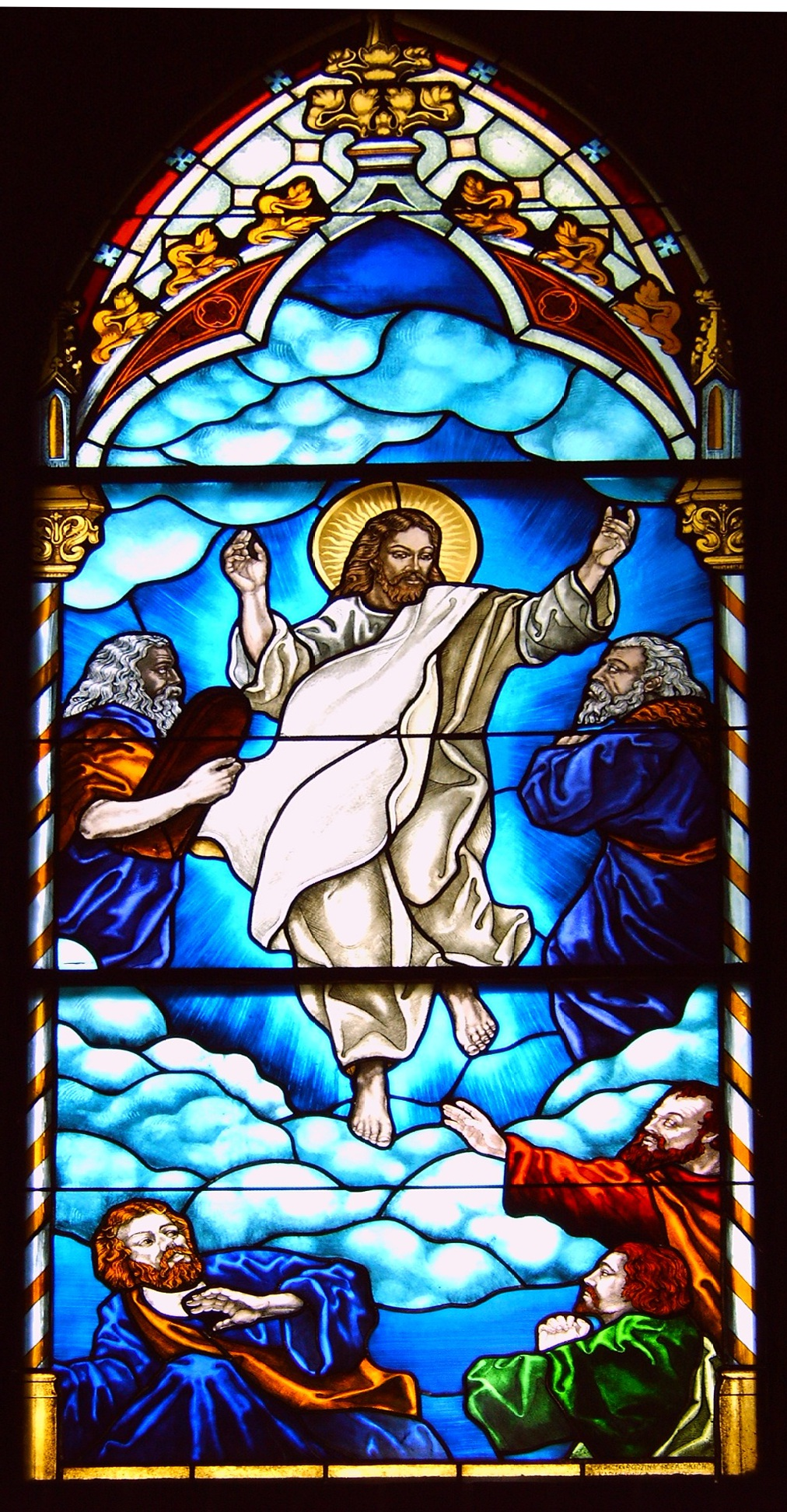
Schimbarea la față a lui Isus Hristos. Vitralii, o biserică din Melno, Polonia.

Minunile lui Iisus (sau miracolele lui Iisus) sunt faptele supranaturale care au fost săvârșite de Iisus Hristos în timpul vieții Sale pământene și care sunt menționate în Evangheliile canonice. Aceste minuni pot fi clasificate în patru grupe: vindecări, dezlegări , învierea morților și control asupra naturii.

## Iisus și minunile
Principala întrebare cu privire la istoricitatea lui Iisus nu este dacă a existat sau nu, ci dacă Iisus a trăit sau nu felul de viață pe care-l descriu autorii Evangheliilor: acești scriitori relatează ostentativ că Isus a făcut minuni.
Deoarece în epoca contemporană mulți oameni cred că minunile sunt imposibile, ei sunt înclinați să nu creadă afirmațiile din Evanghelii. Istoricul Michael Grant spunea despre nașterea lui Isus din fecioară că: 
„Istoricul care nu poate concepe nașterea miraculoasă a lui Isus din fecioara Maria trebuie să tragă concluzia că tatăl lui Isus a fost Iosif, fiul lui Iacov”
Frederick Fyvie Bruce credea că tocmai relatările miraculoase din Evanghelii sunt principala dificultate în calea acceptării că ceea ce este scris în Noul Testament este credibil.
Cuvântul miracol sau minune este într-un fel evaziv. Chiar și în Webster's New World Dictionary se dau două definiții: „1.: un eveniment sau o acțiune ce contrazice aparent legile științifice cunoscute; 2.:un lucru extraordinar”. Definiția aleasă va trimite argumentele în direcții total diferite. Noul Testament grecesc folosește două cuvinte grecești pentru acest cuvânt: primul este dunamis care are sensul literal de „o lucrare de putere” și semeion, folosit mai rar de scriitorii greci, care are sensul de „semn”. Prin urmare o definiție a termenului minune folosit în Noul Testament ar fi „o lucrare de putere rară sau neobișnuită ce indică sau arată către un fapt semnificativ”.
Miracolele lui Isus relatate de Evanghelii nu au avut scopul de a furniza unor neîncrezători ostili o siguranță obiectivă de 100%, dimpotrivă Isaia 45:15 spune că Tu ești un Dumnezeu care Te ascunzi. De cele mai multe ori Isus refuza să facă minuni în fața celor care Îi cereau semne, dar făcea minuni celor umili și celor apropiați sincer de Dumnezeu care nu aveau nevoie de minuni pentru a-și întări credința lor. Acest lucru este în concordanță cu caracterul lui Dumnezeu din Ieremia 29:13: Mă veți căuta și Mă veți găsi, dacă Mă veți căuta cu inima.

## Minunile lui Iisus din Evangheliile canonice
| Numărul | Eveniment                                            | Matei          | Marcu          | Luca          | Ioan         |  |
| ------- | ---------------------------------------------------- | -------------- | -------------- | ------------- | ------------ |  |
| 1       | Transformarea apei în vin la nunta din Cana Galileii |                |                |               | Ioan 2:1-11  |  |
| 2       | Exorcismul de la Sinagoga din Capernaum              |                | Marcu 1:21-28  | Luca 4:31-37  |              |  |
| 3       | Prima pescuire miraculoasă                           |                |                | Luca 5:1-11   |              |  |
| 4       | Învierea tânărului din Nain                          |                |                | Luca 7:11-17  |              |  |
| 5       | Vindecarea unui lepros                               | Matei 8:1-4    | Marcu 1:40-45  | Luca 5:12-16  |              |  |
| 6       | Vindecarea slugii sutașului                          | Matei 8:5-13   |                | Luca 7:1-10   | Ioan 4:46-54 |  |
| 7       | Vindecarea soacrei lui Petru                         | Matei 8:14-17  | Marcu 1:       | Luca 4:38-41  |              |  |
| 8       | Exorcismul dintr-o seară                             | Matei 8:       | Marcu 1:       | Luca 4:38-41  |              |  |
| 9       | Potolirea furtunii                                   | Matei 8:23-27  | Marcu 4:35-41  | Luca 8:22-25  |              |  |
| 10      | Vindecarea îndrăciților gadareni                     | Matei 8:28-34  | Marcu 5:       | Luca 4:26-39  |              |  |
| 11      | Vindecarea slăbănogului din Capernaum                | Matei 9:1-8    | Marcu 2:       | Luca 5:       |              |  |
| 12      | Învierea fiicei lui Iair                             | Matei 9:18-26  | Marcu 5:21-43  | Luca 8:40-56  |              |  |
| 13      | Vindecarea femeii cu scurgere de sânge               | Matei 9:20-22  | Marcu 5:25-34  | Luca 8:43-48  |              |  |
| 14      | Vindecarea celor doi orbi                            | Matei 9:27-31  |                |               |              |  |
| 15      | Exorcismul unui mut                                  | Matei 9:32-34  |                |               |              |  |
| 16      | Vindecarea slăbănogului de la Scăldătoarea Betezda   |                |                |               | Ioan 5:1-18  |  |
| 17      | Vindecarea omului cu mâna uscată                     | Matei 12:9-13  | Marcu 3:1-6    | Luca 6:6-11   |              |  |
| 18      | Exorcismul unui om orb și mut                        | Matei 12:22-28 | Marcu 3:20-30  | Luca 11:14-23 |              |  |
| 19      | Vindecarea femeii gârbove                            |                |                | Luca 13:10-17 |              |  |
| 20      | Prima înmulțire a pâinilor (5000 de oameni)          | Matei 14:13-21 | Marcu 6:31-34  | Luca 9:10-17  | Ioan 6:5-15  |  |
| 21      | Mersul pe apă                                        | Matei 14:22-33 | Marcu 6:45-52  |               | Ioan 6:16-21 |  |
| 22      | Vindecările din Ghenizaret                           | Matei 14:34-36 | Marcu 6:53-56  |               |              |  |
| 23      | Vindecarea fiicei femeii cananeence                  | Matei 15:21-28 | Marcu 7:24-30  |               |              |  |
| 24      | Vindecarea surdomutului din Decapole                 |                | Marcu 7:31-37  |               |              |  |
| 25      | A doua înmulțire a pâinilor (4000 de oameni)         | Matei 15:      | Marcu 8:1-9    |               |              |  |
| 26      | Vindecarea orbului din Betsaida                      |                | Marcu 8:22-26  |               |              |  |
| 27      | Schimbarea la față                                   | Matei 17:1-13  | Marcu 9:2-13   | Luca 9:28-36  |              |  |
| 28      | Vindecarea lunaticului                               | Matei 17:14-21 | Marcu 9:14-29  | Luca 9:37-49  |              |  |
| 29      | Moneda din gura peștelui                             | Matei 17:24-27 |                |               |              |  |
| 30      | Vindecarea bolnavului de dropică                     |                |                | Luca 14:1-6   |              |  |
| 31      | Vindecarea celor zece leproși                        |                |                | Luca 17:11-19 |              |  |
| 32      | Vindecarea orbului din naștere                       |                |                |               | Ioan 9:1-12  |  |
| 33      | Vindecarea orbului din Ierihon                       | Matei 20:29-34 | Marcu 10:46-52 | Luca 18:35-43 |              |  |
| 34      | Învierea lui Lazăr                                   |                |                |               | Ioan 11:1-44 |  |
| 35      | Miracolul smochinului blestemat                      | Matei 21:18-22 | Marcu 11:12-14 |               |              |  |
| 36      | Vindecarea urechii slujitorului                      |                |                | Luca 22:49-51 |              |  |
| 37      | A doua pescuire miraculoasă                          |                |                |               | Ioan 21:1-24 |  |

## Listă de minuni găsite în afara Noului Testament
Relatări despre unele minuni realizate de Isus apar, de asemenea, și în afara Noului Testament.
Mai târziu, un text din secolul al II-lea,  numit Evangheliile Copilăriei relatează miracole înfăptuite de Isus în timpul copilăriei sale.
| Miracol                                                         | Sursa                           |
| Isus învie din morți un tânăr bogat                             | Evanghelia secretă după Marcu 1 |
| controlul apei și purificare                                    | Copilăria după Toma 2.2         |
| două păsări din lut aduse la viață                              | Copilăria după Toma 2.3         |
| învierea unui mort (Zeno)                                       | Copilăria după Toma 9           |
| vindecă piciorul unui tăietor de lemne                          | Copilăria după Toma 10          |
| oprirea apei                                                    | Copilăria după Toma 11          |
| recoltarea a 100 banițe de grâu de la o singură sămânță         | Copilăria după Toma 12          |
| întinderea unei scânduri care era prea scurtă pentru tâmplărie  | Copilăria după Toma 13          |
| învie un profesor lovit anterior                                | Copilăria după Toma 14-15       |
| vindecă o mușcătură de viperă (Iacob)                           | Copilăria după Toma 16          |
| înviază un copil mort                                           | Copilăria după Toma 17          |
| înviază un om mort                                              | Copilăria după Toma 18          |
| miraculoasa Naștere din Fecioară este verificată de către moașă | Evanghelia lui Iacob 19-20      |

## Galerie de imagini

### Vindecări

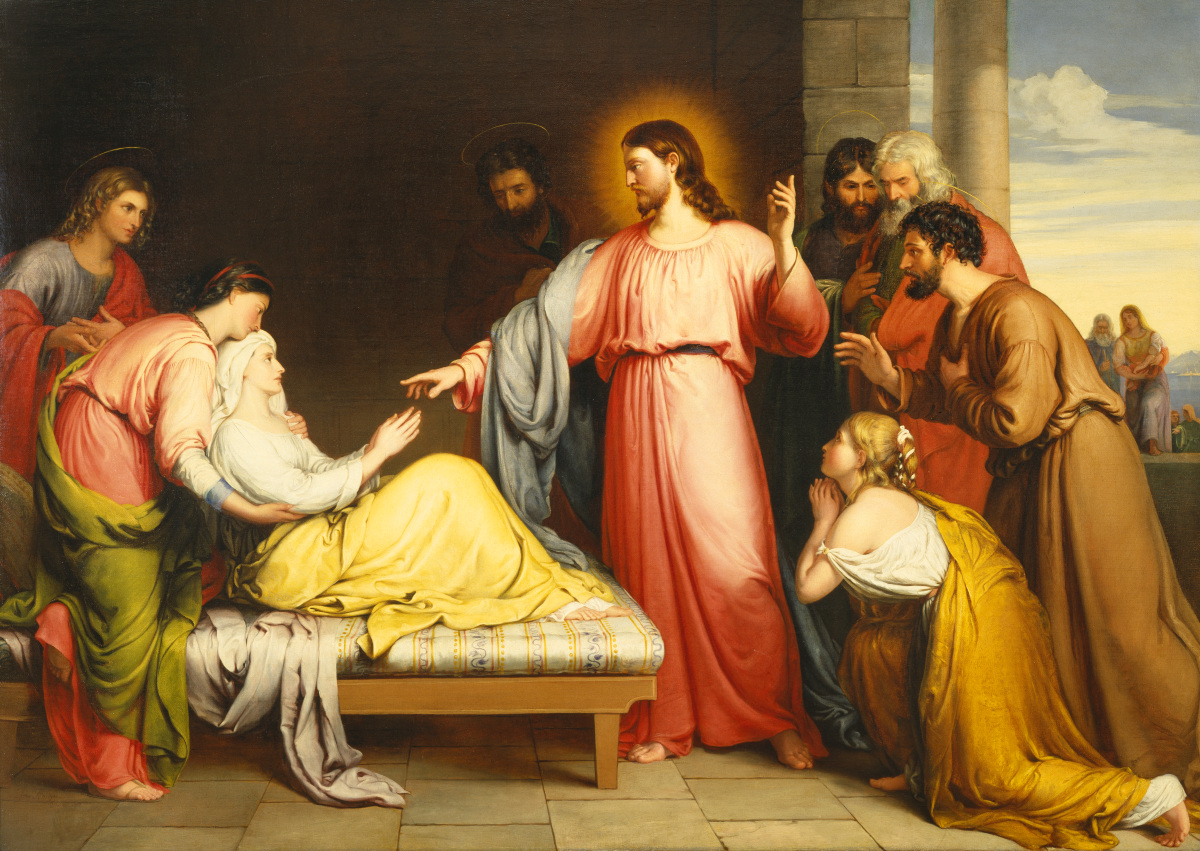
Vindecarea soacrei lui Petru
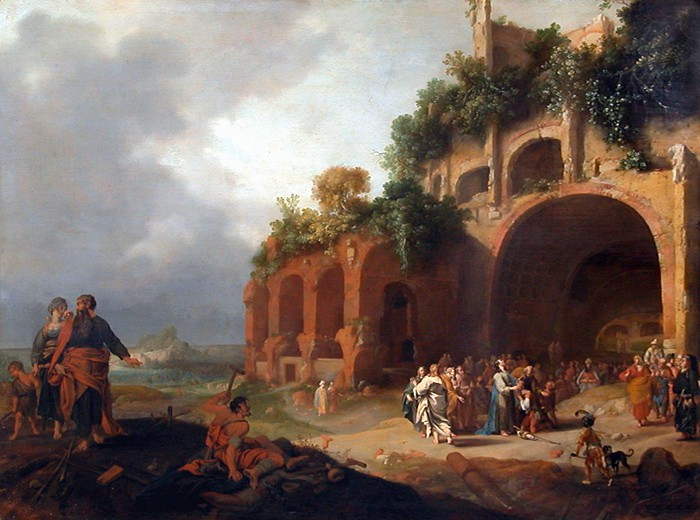
Vindecarea surdomutului din Decapole
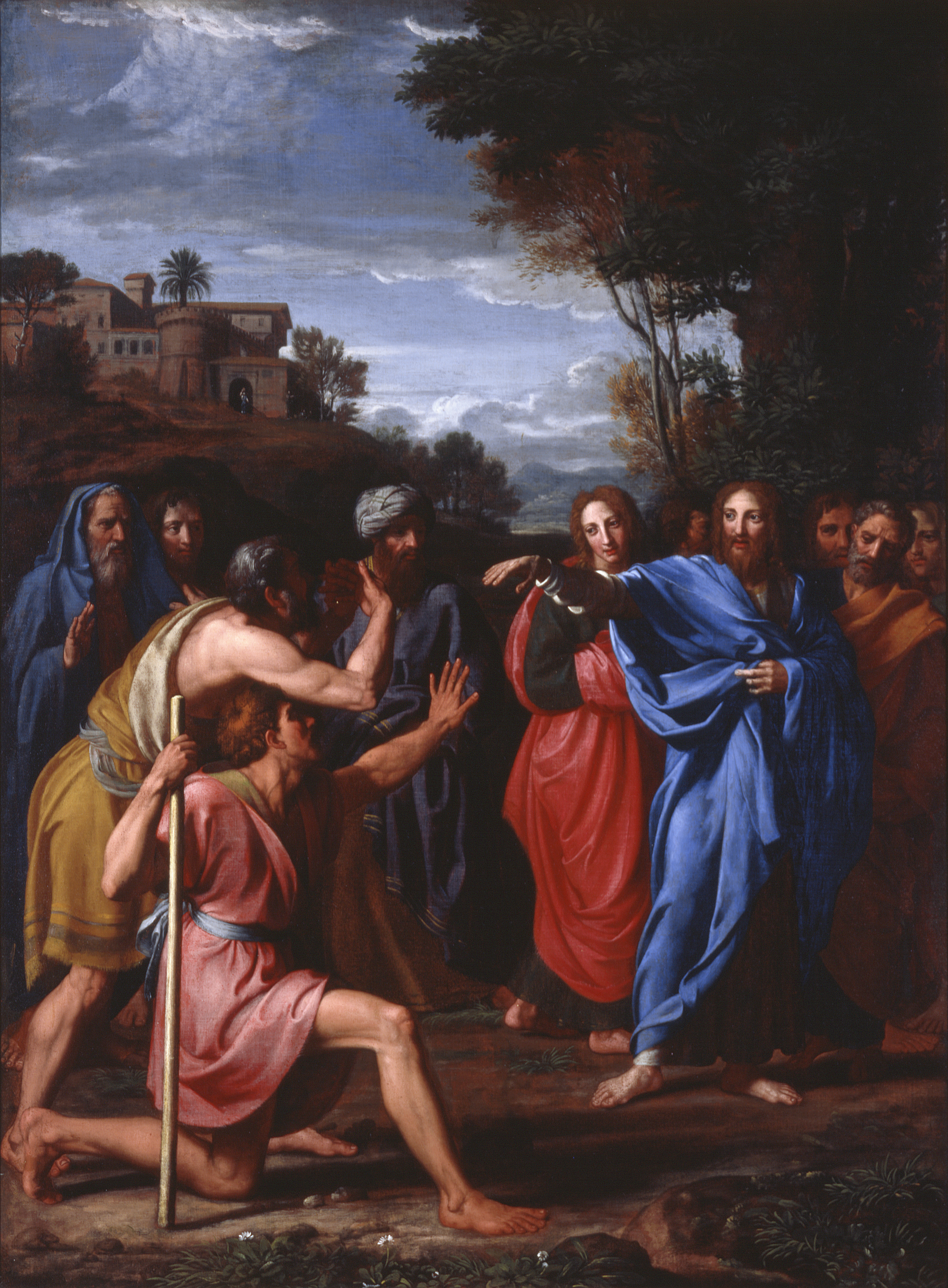
Vindecarea orbului din naștere
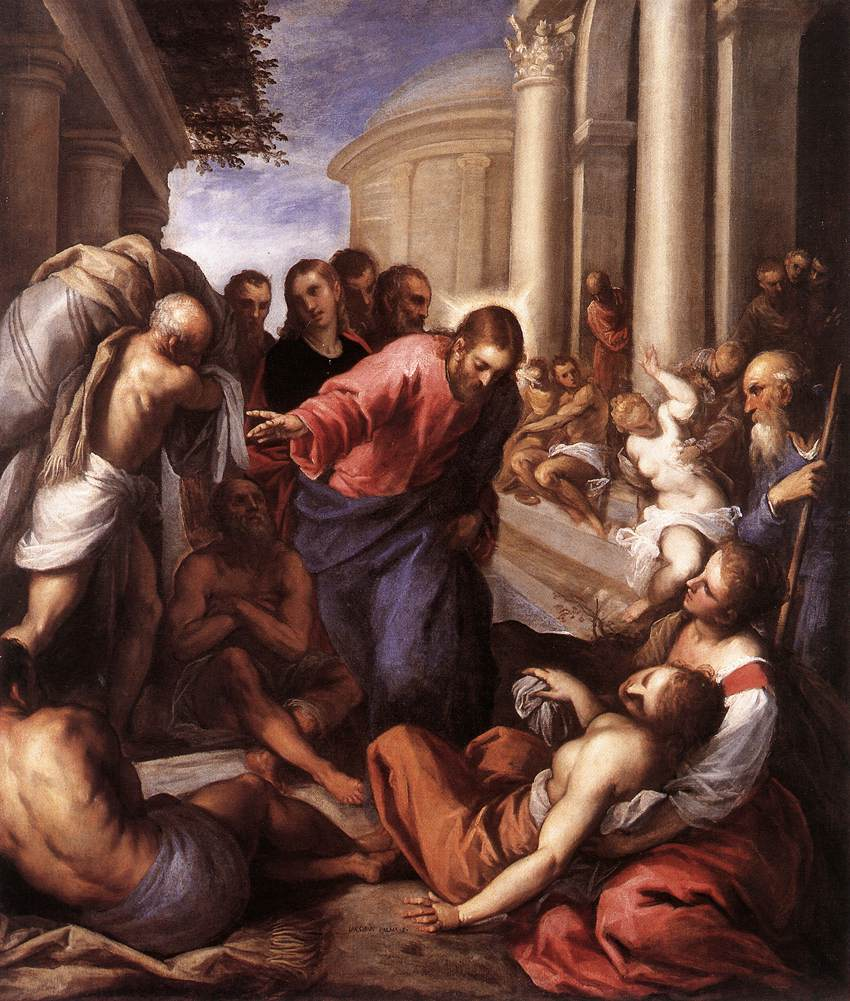
Vindecarea slăbănogului de la Scăldătoarea Betezda
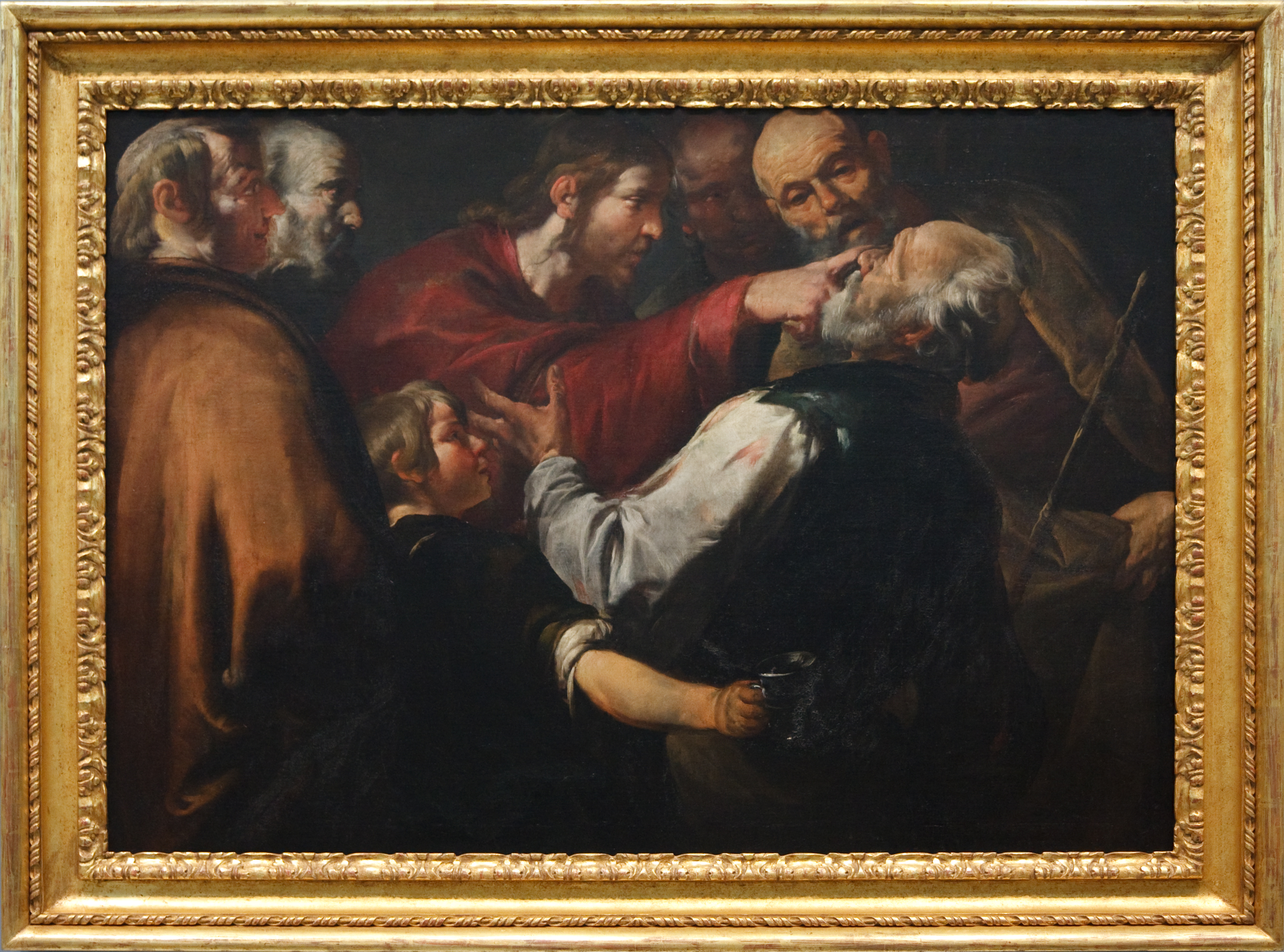
Vindecarea orbului din Betsaida
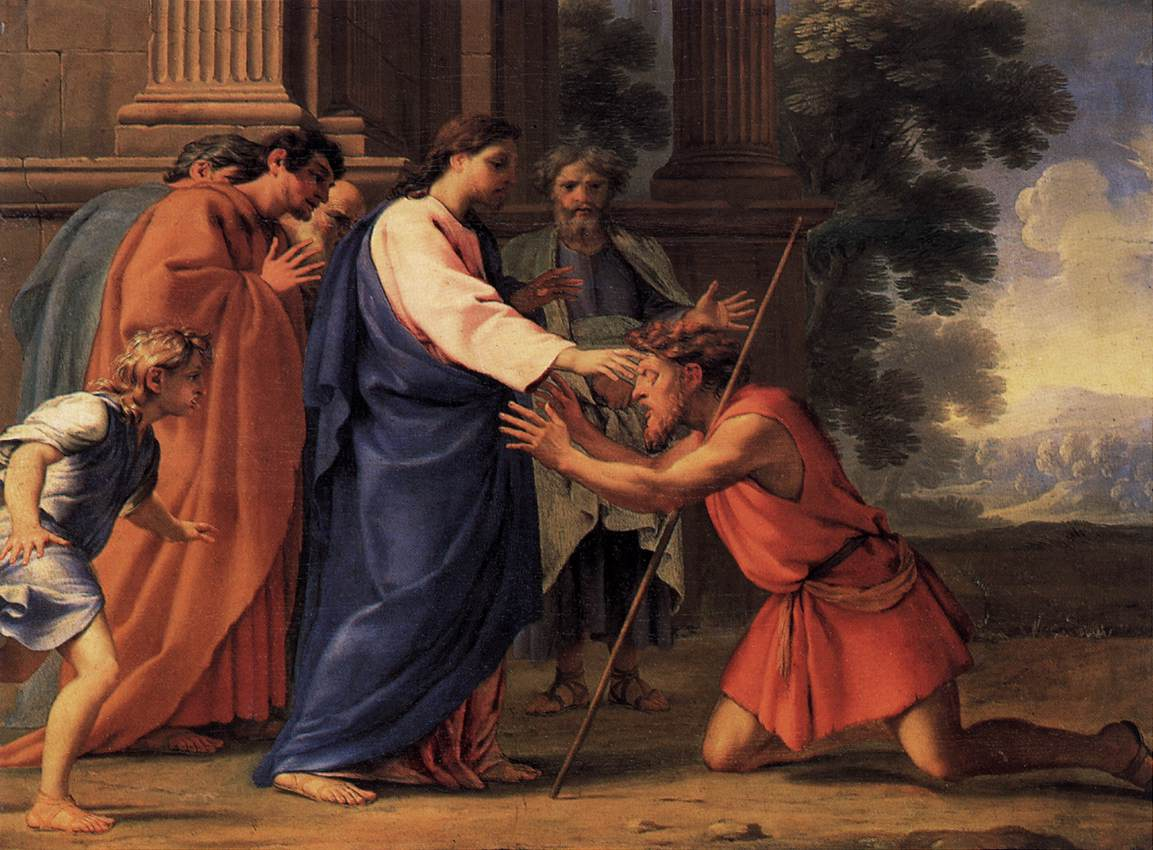
Vindecarea orbului din Ierihon
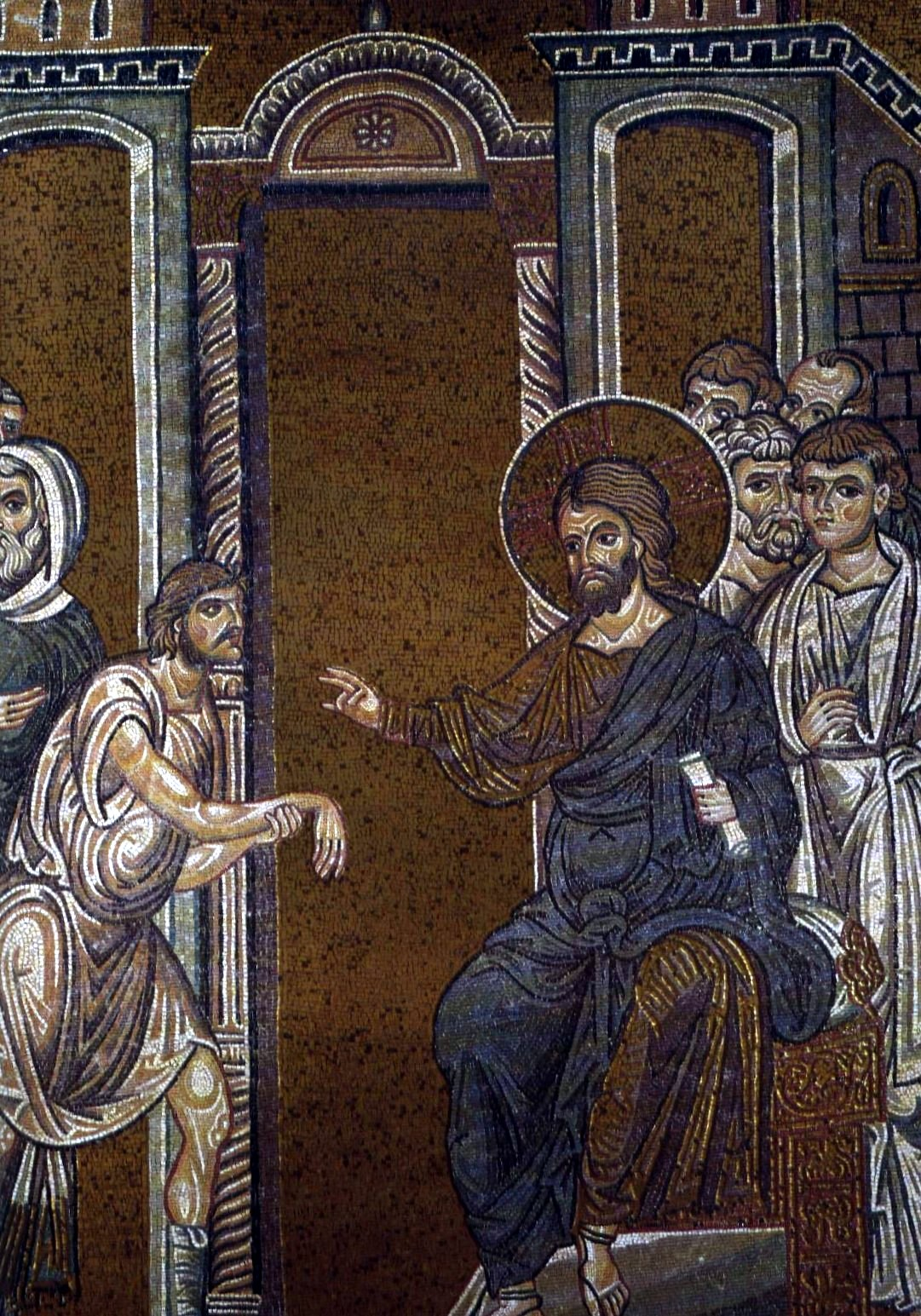
Vindecarea omului cu mâna uscată
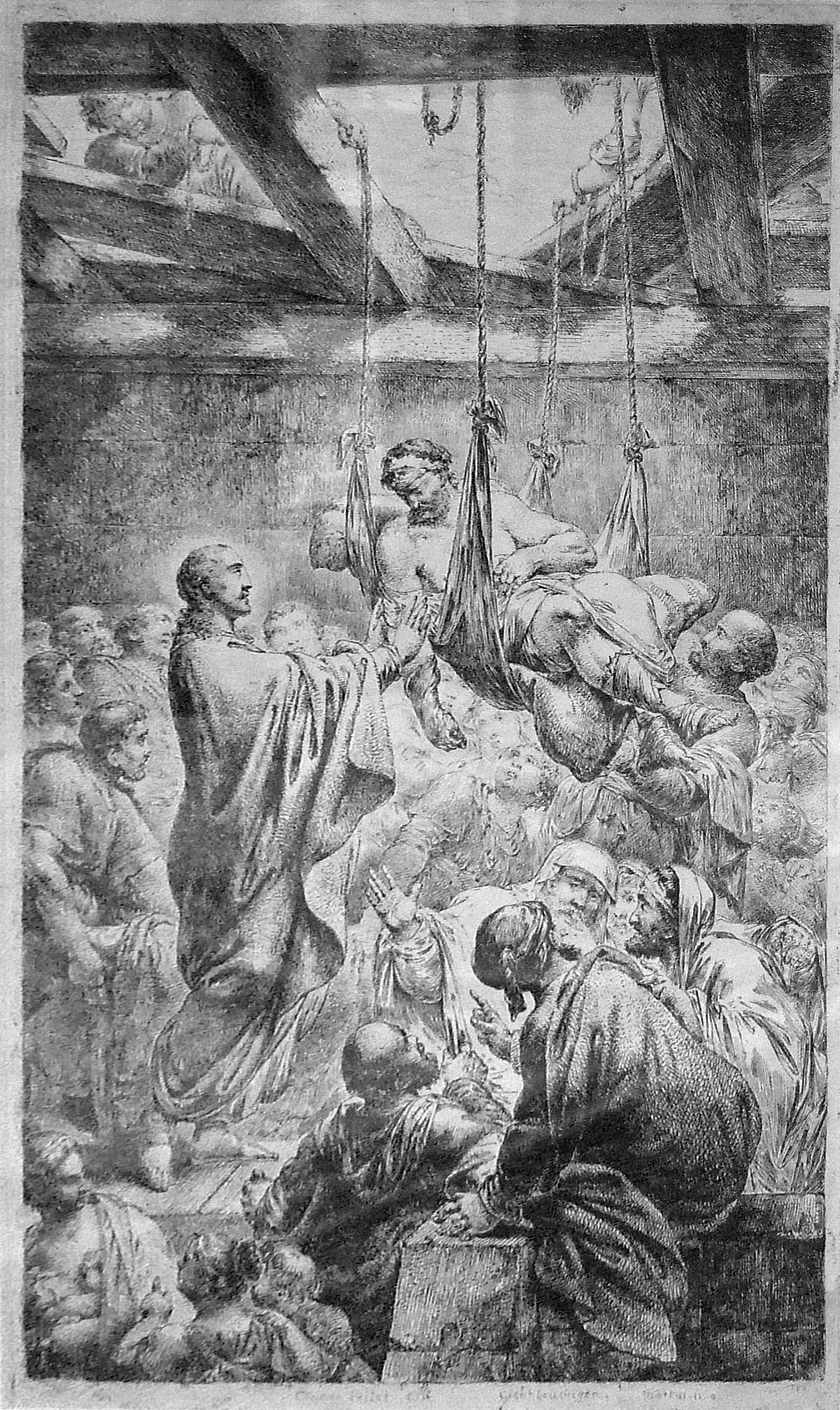
Vindecarea slăbănogului din Capernaum

### Dezlegări

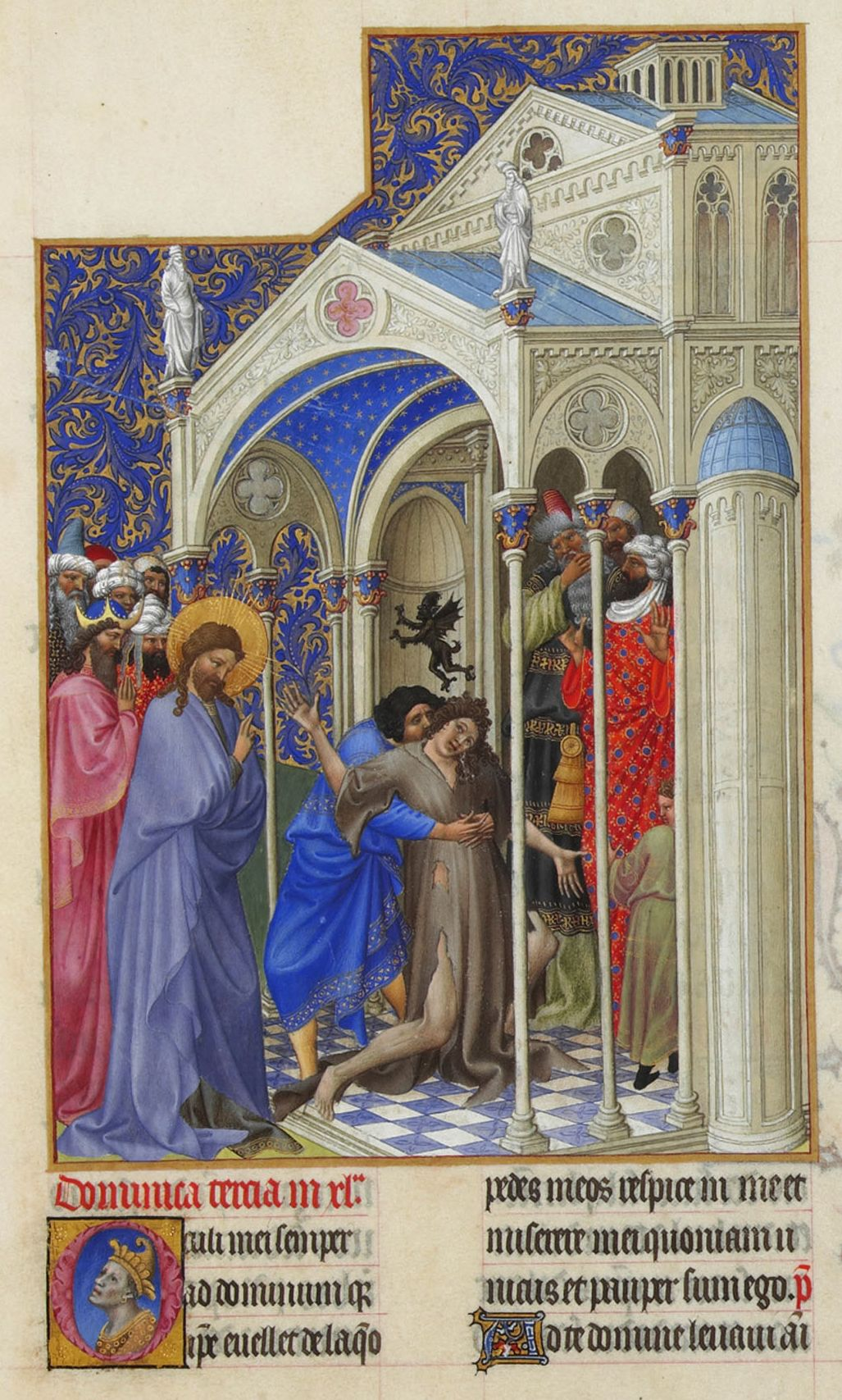
Vindecarea lunaticului
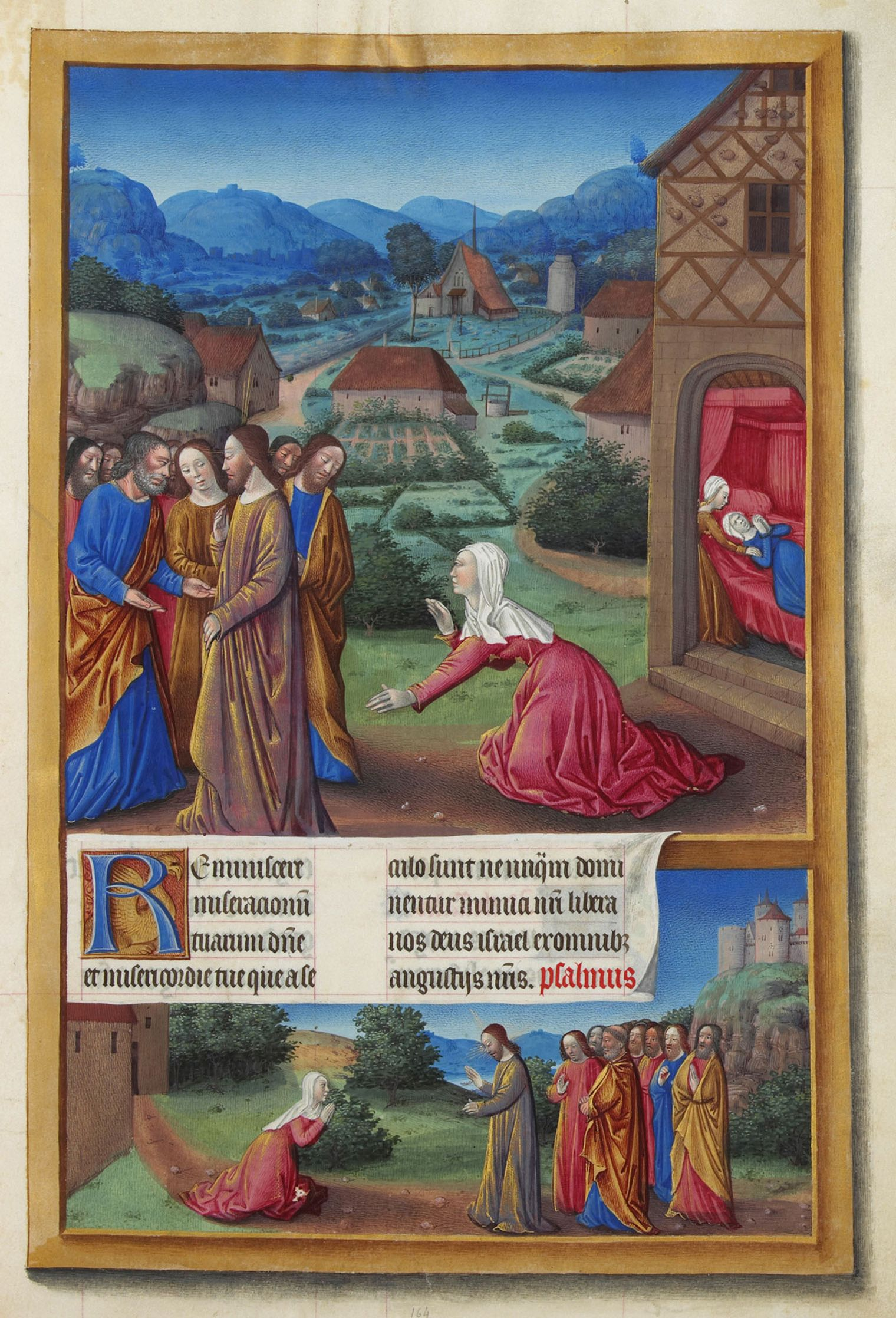
Vindecarea fiicei femeii cananeence
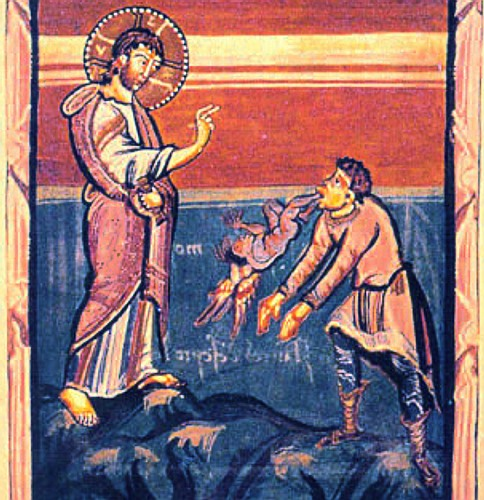
Vindecarea îndrăciților gadareni
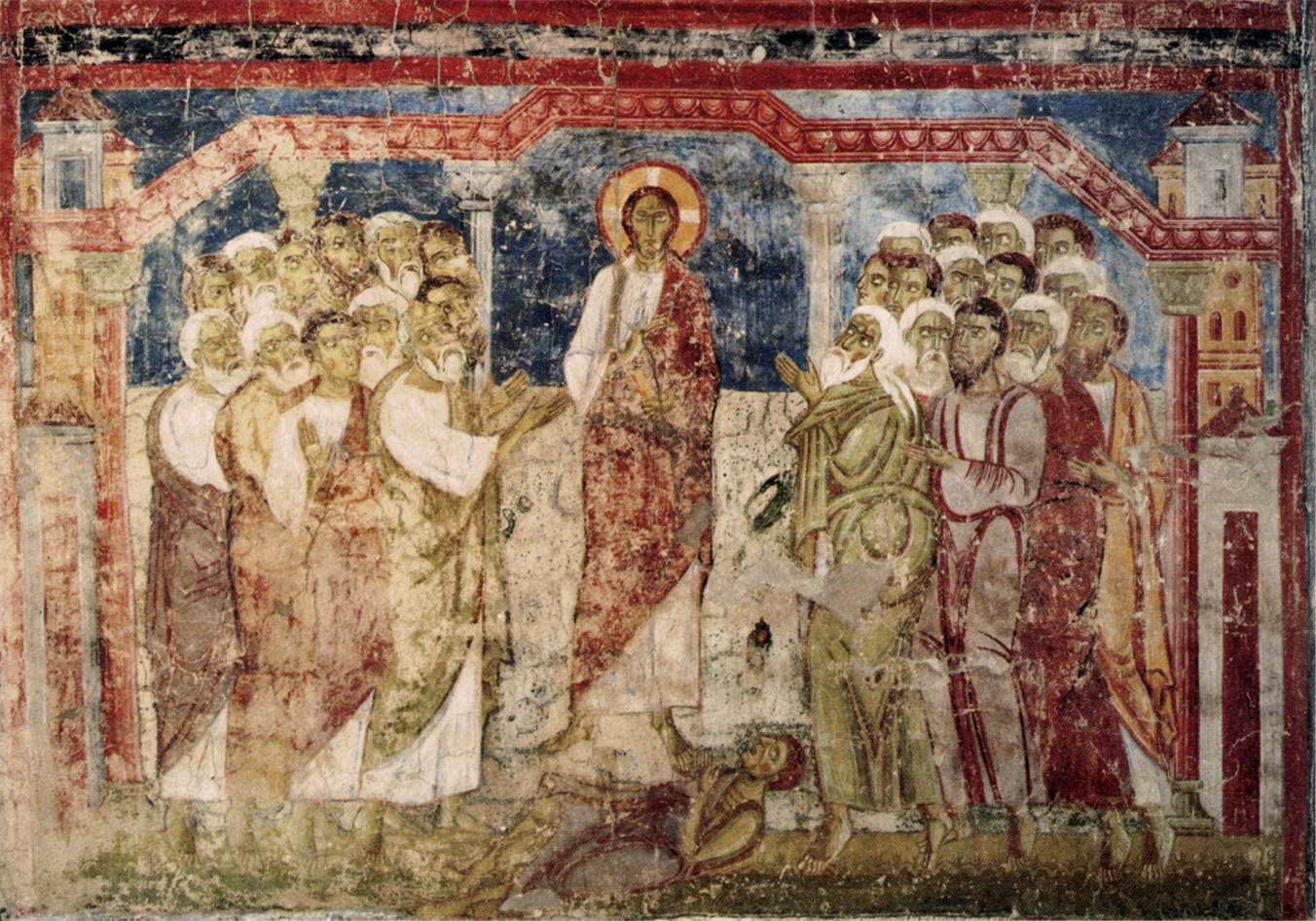
Exorcismul de la Sinagoga din Capernaum
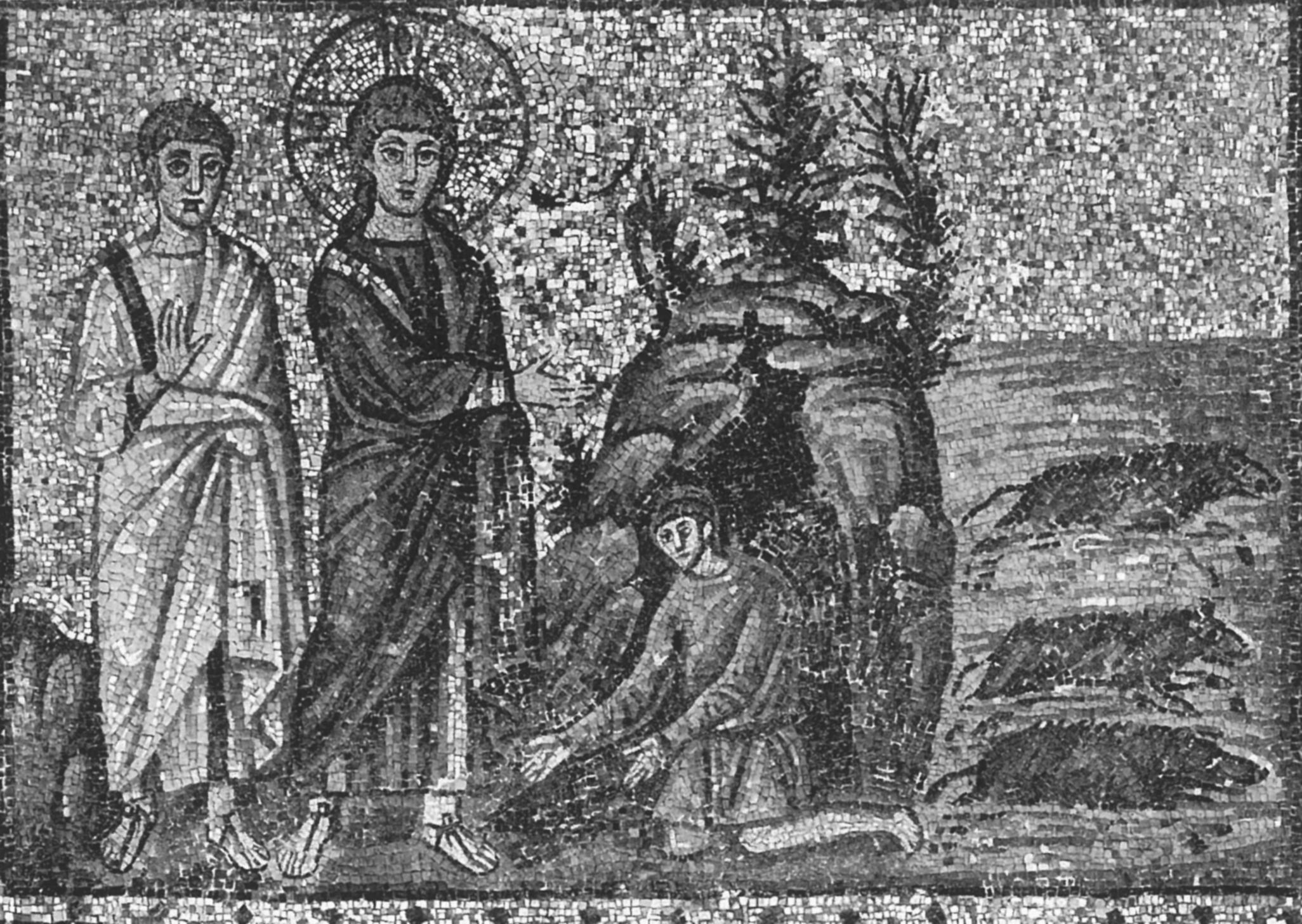
Exorcismul dintr-o seară
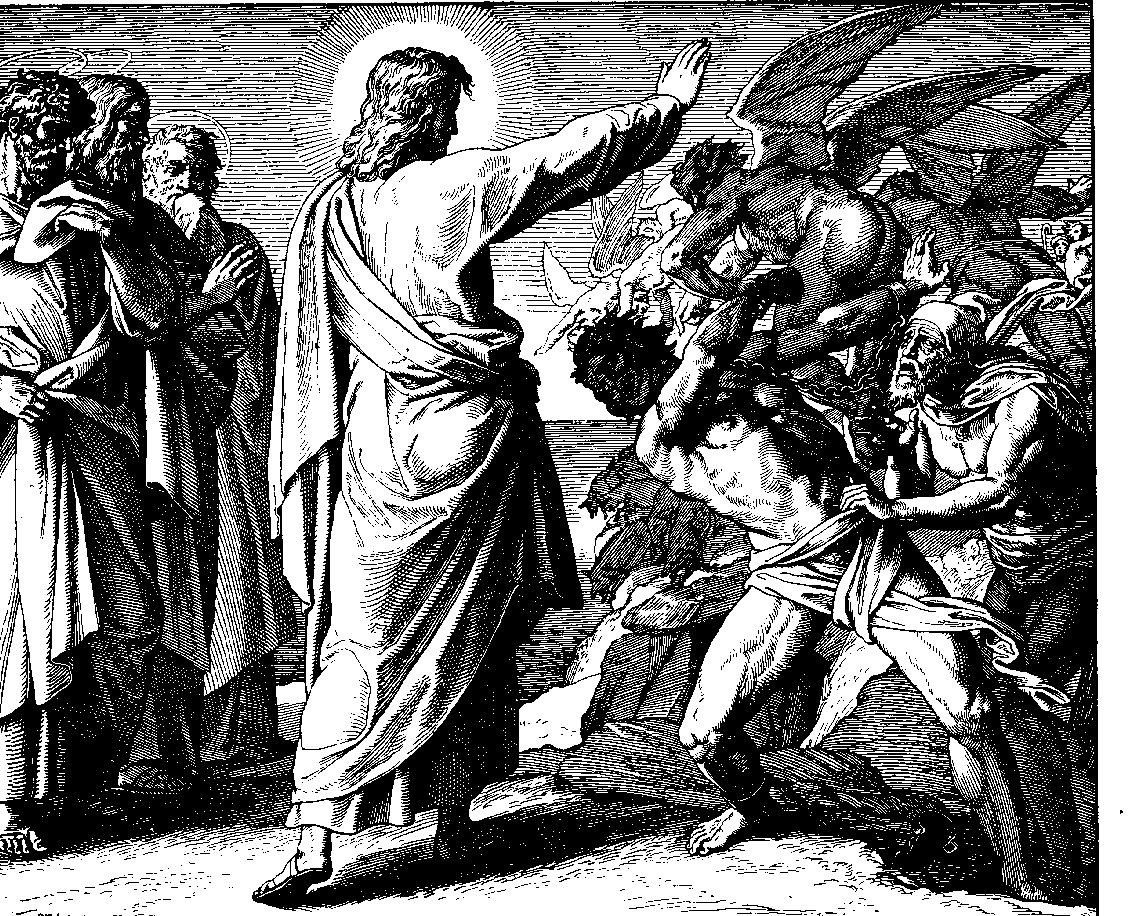
Exorcismul unui om orb și mut
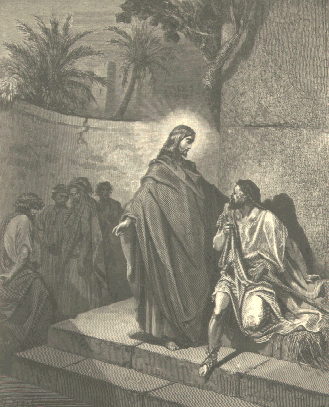
Exorcismul unui mut

### Învierea morților

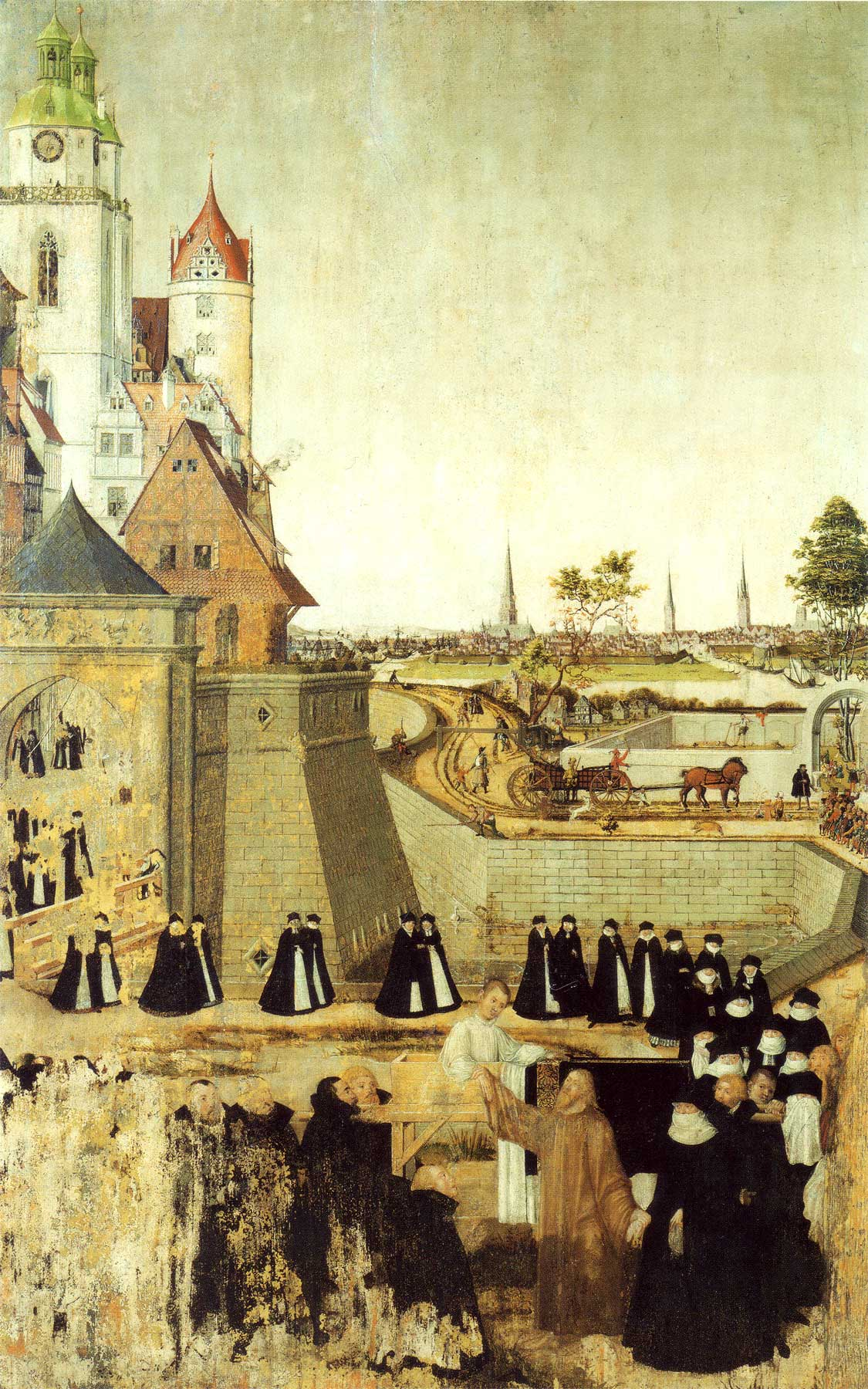
Învierea tânărului din Nain
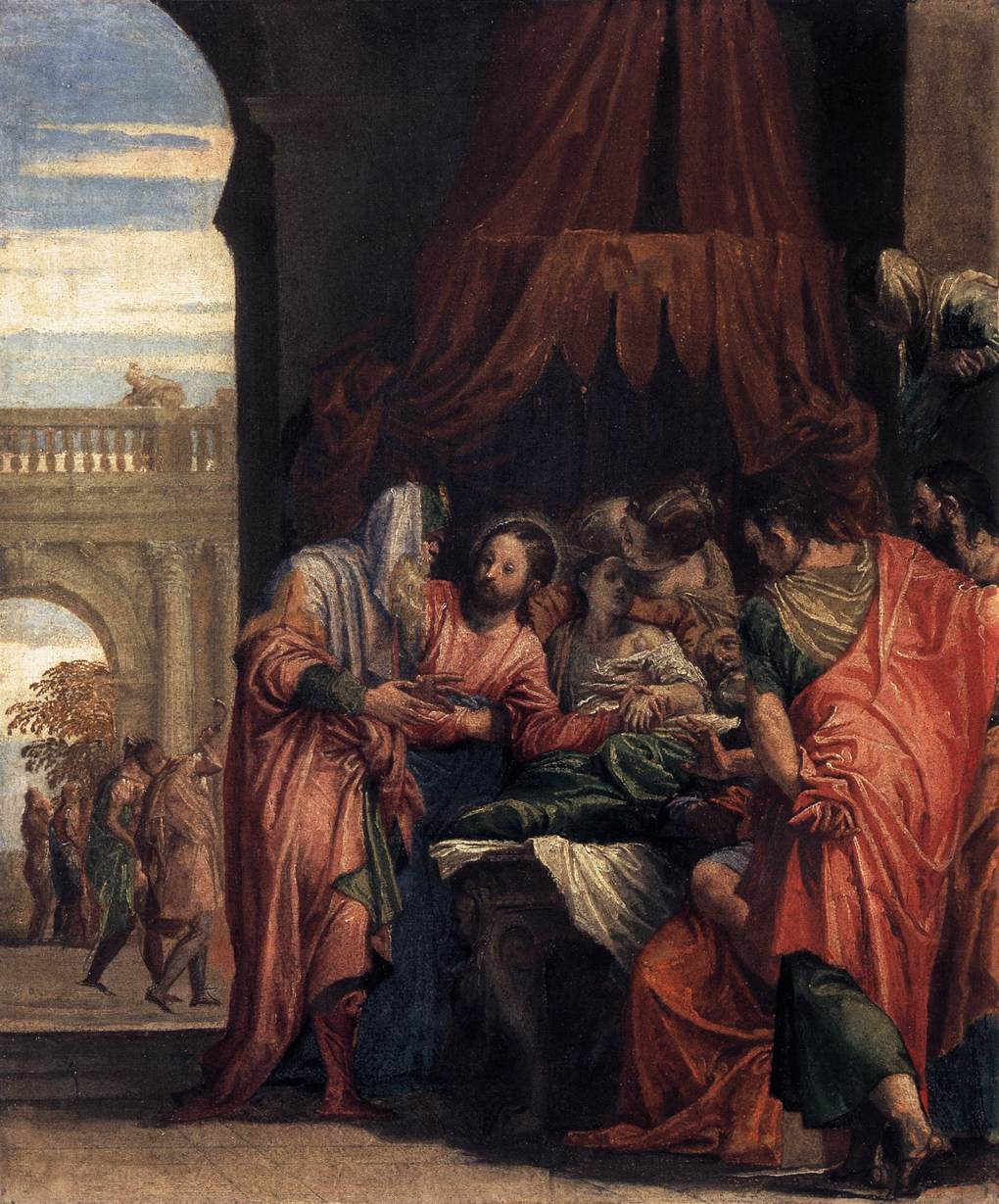
Învierea fiicei lui Iair
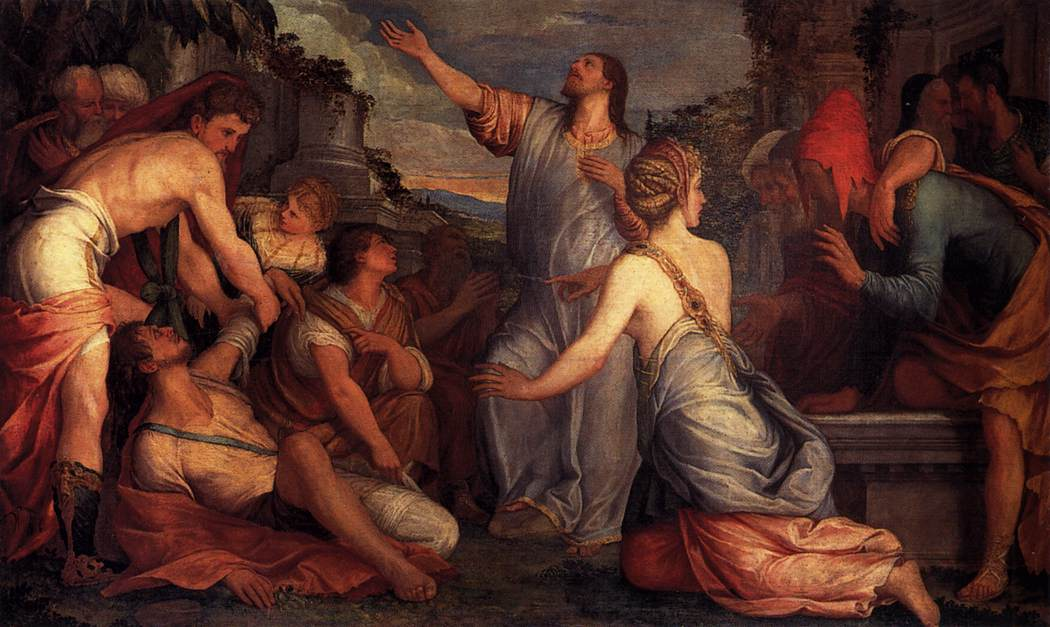
Învierea lui Lazăr

### Controlul asupra naturii...

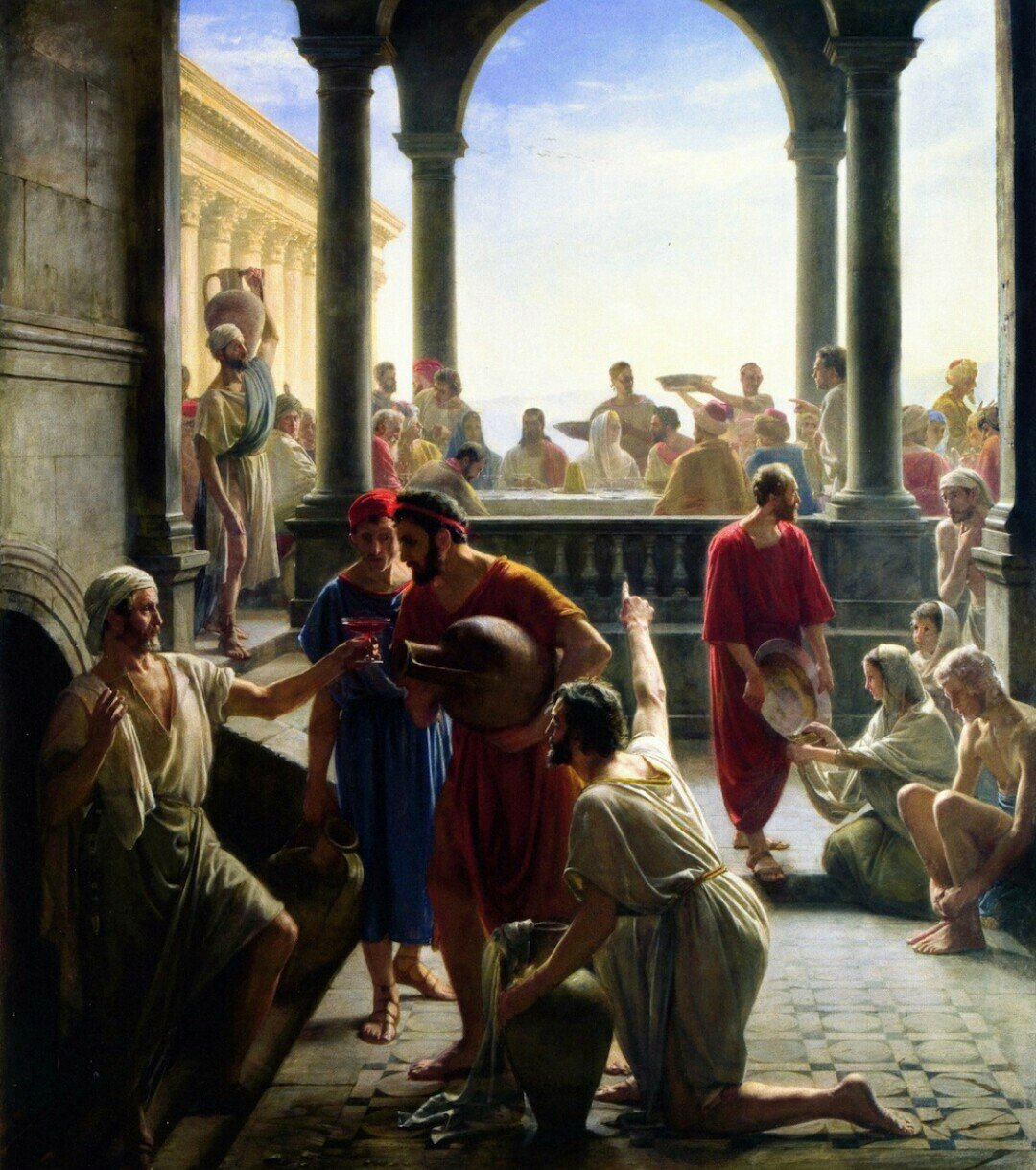
Transformarea apei în vin la nunta din Cana Galileii
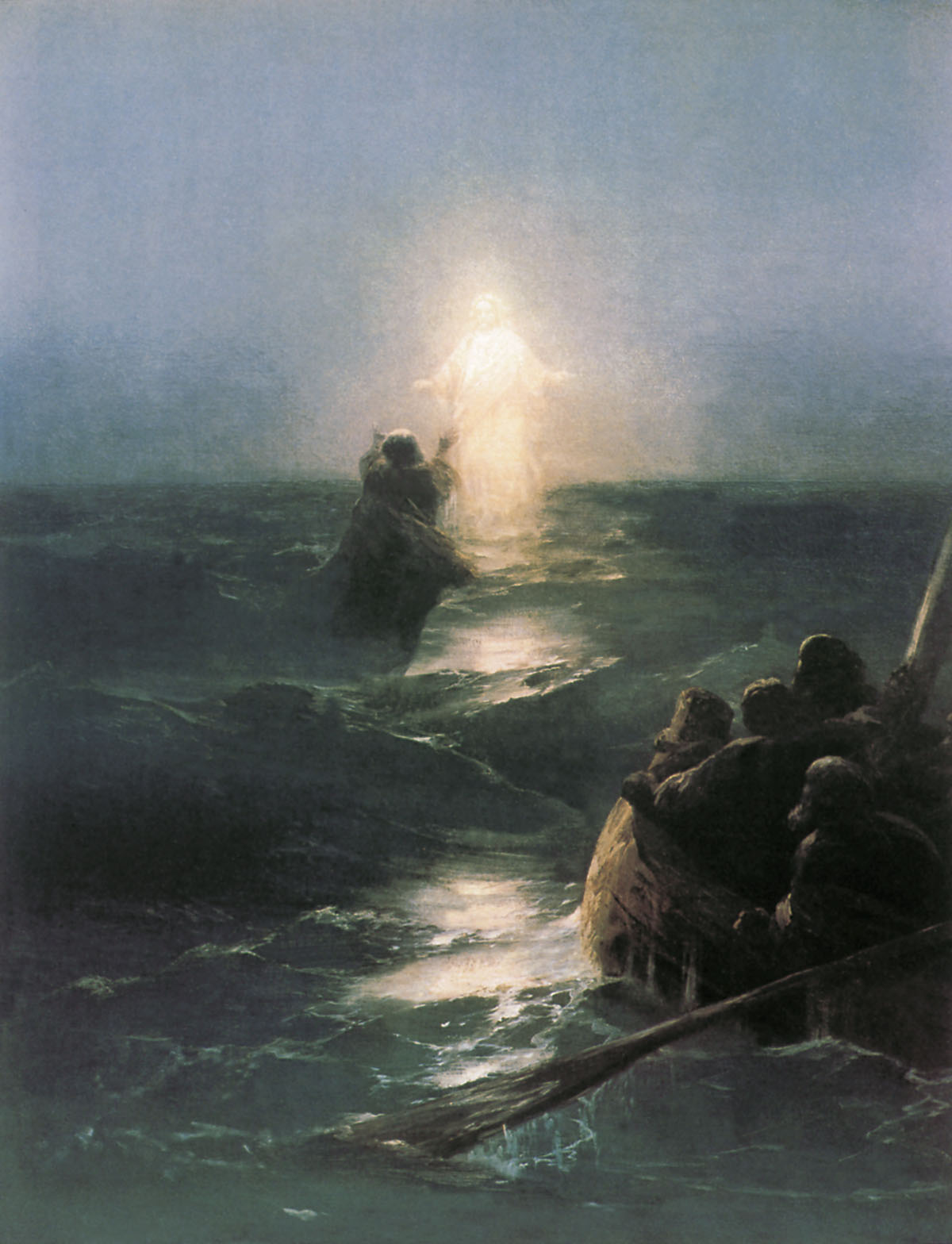
Mersul pe apă
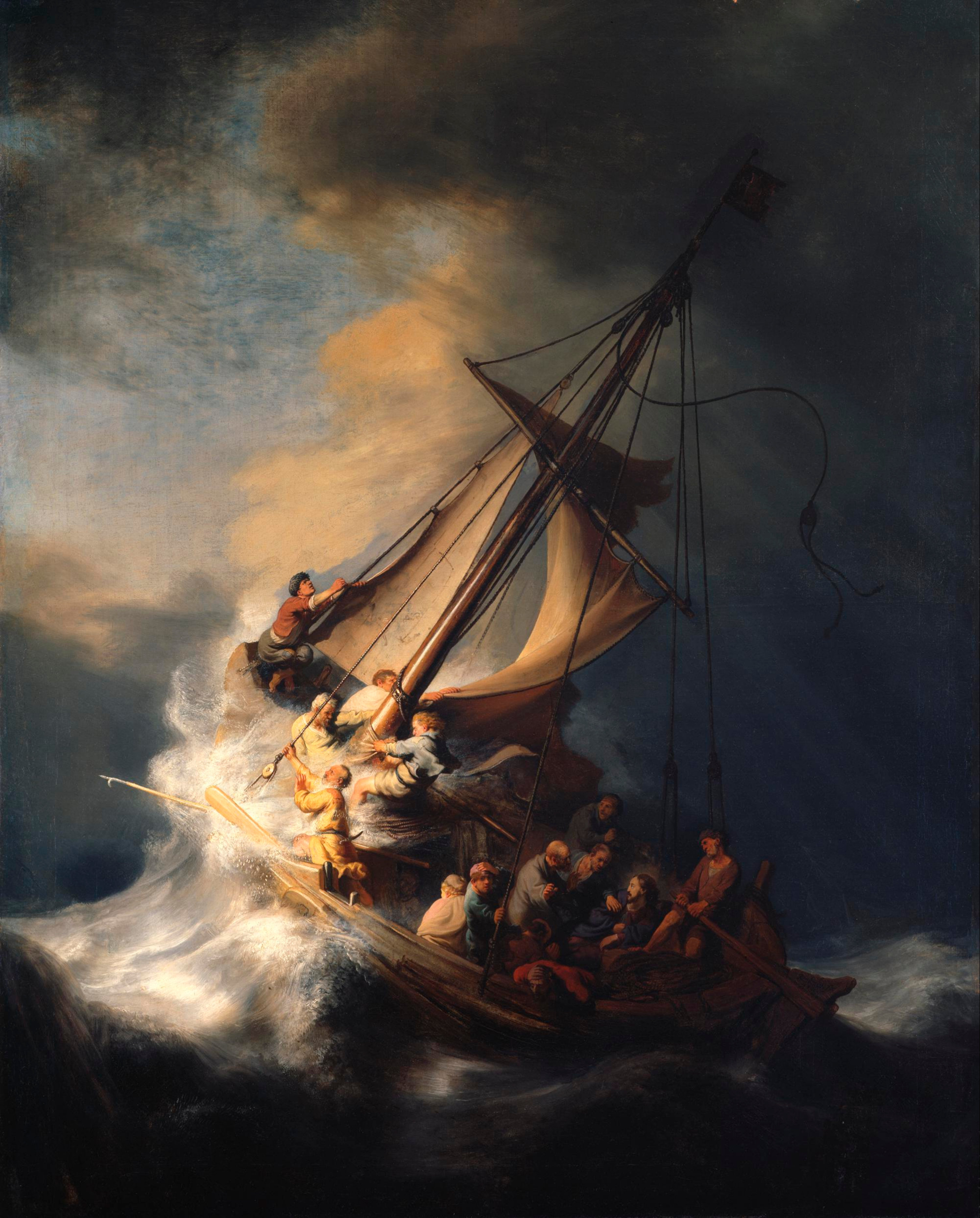
Potolirea furtunii
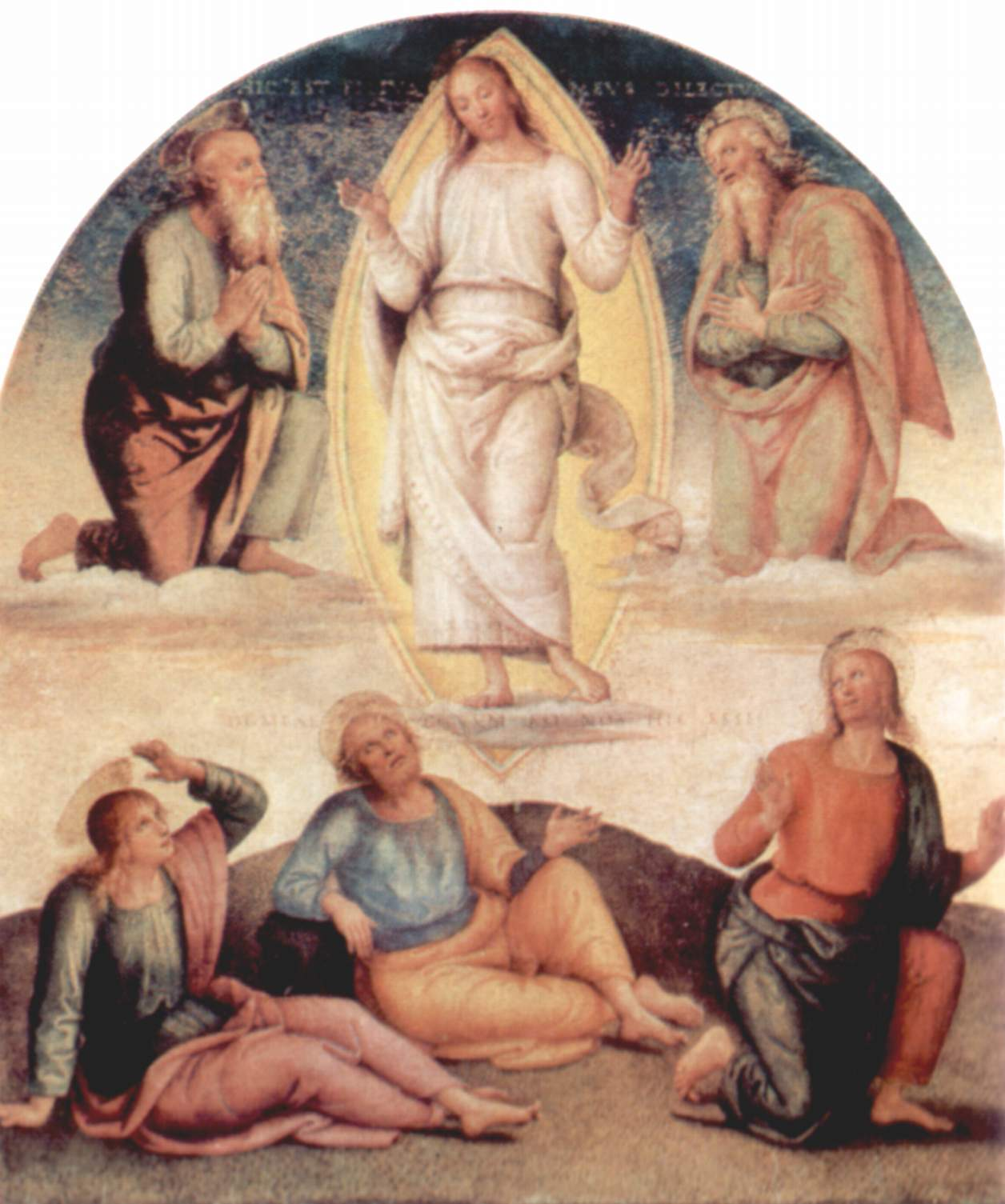
Schimbarea la față
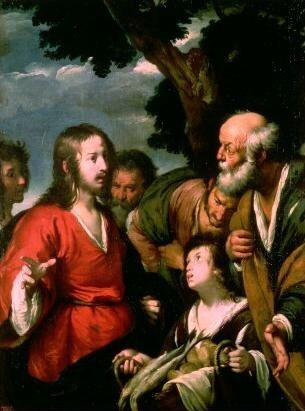
Hrănirea mulțimilor
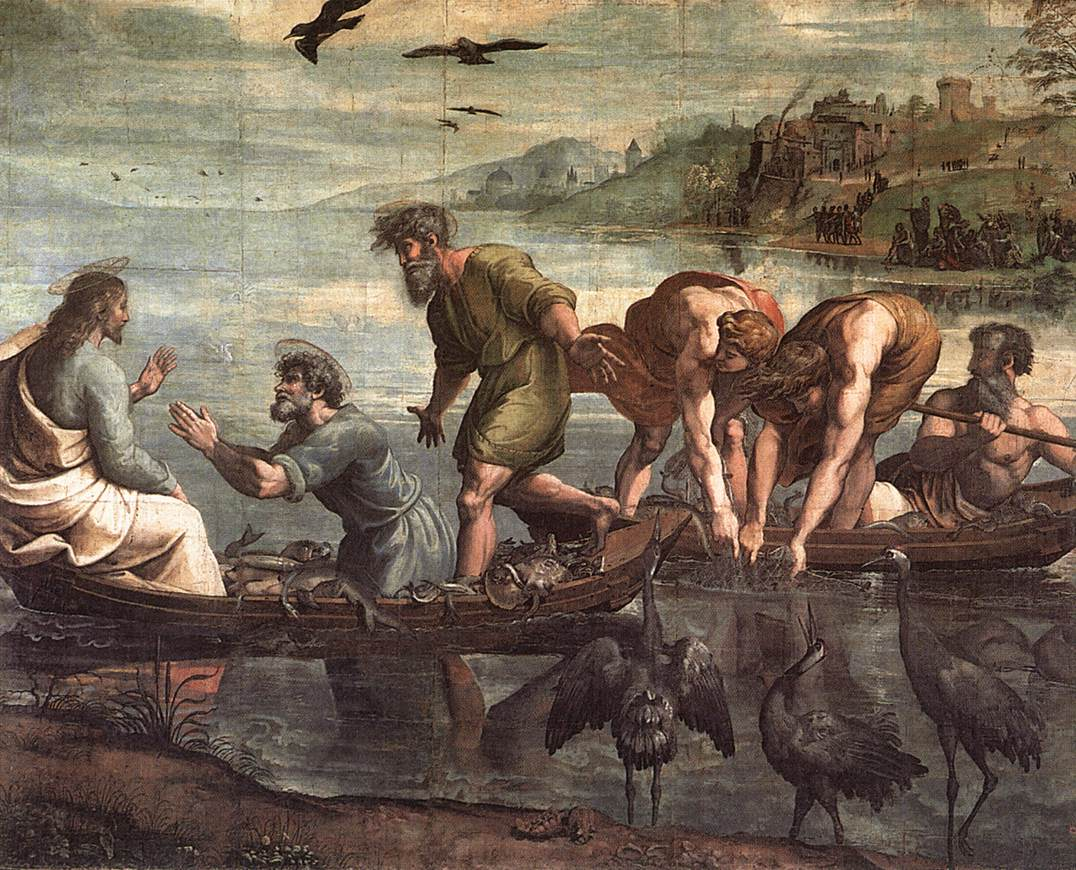
A doua pescuire miraculoasă
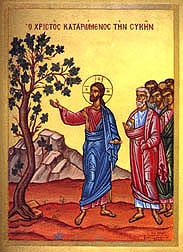
Miracolul smochinului blestemat
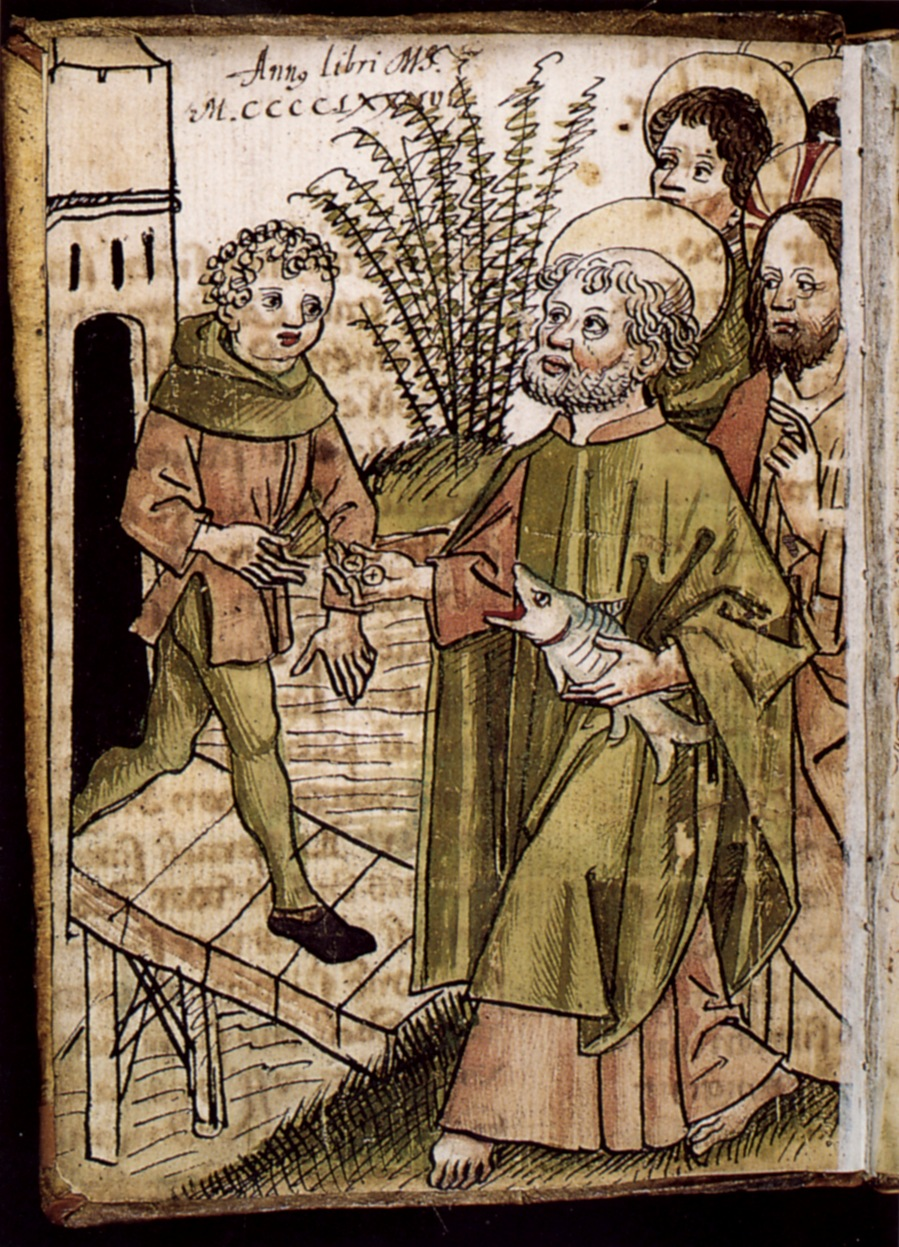
Moneda din gura peștelui